# Xã Glidden, Quận Carroll, Iowa
Xã Glidden (tiếng Anh: Glidden Township) là một xã thuộc quận Carroll, tiểu bang Iowa, Hoa Kỳ. Năm 2010, dân số của xã này là 1.470 người.